# Proposizione condizionale
La proposizione condizionale è una proposizione subordinata che indica la condizione, cioè l'ipotesi, da cui dipende l'avverarsi di ciò che si afferma nella proposizione reggente.
- Se sono ben esposti al sole, i gerani danno più fiori.

"Se sono ben esposti al sole" è la condizione, mentre "i gerani danno più fiori" è la conseguenza.
La proposizione condizionale può essere esplicita o implicita. La condizionale è esplicita quando viene introdotta dalle congiunzioni e dalle locuzioni condizionali: se, purché, qualora, ove, a condizione che, a patto che, seppure, quando, nel caso che, nell'eventualità in cui, nell'ipotesi che, assunto che ecc.
I modi verbali consueti sono l'indicativo e il congiuntivo, a seconda che esprima una condizione reale o possibile:
- non mi lamenterei qualora mi telefonaste
- potrei anche dormire nel fienile purché la paglia sia asciutta
- L'acqua bolle se raggiunge i cento gradi;
- Qualora mi dovessi decidere, andrò in montagna.
- Lo farò, sempreché si possa effettivamente fare.

La condizionale è implicita quando è espressa con il gerundio presente o con il participio passato, oppure con l'infinito preceduto da a:
- Trascurando (= se si trascurano) le norme di sicurezza, si corrono dei pericoli;
- Trattata meglio (= se fosse trattata meglio), la gatta graffierebbe meno:
- A lavorare (= se si lavora) male, non c'è soddisfazione.
- restando immobili e in silenzio (= se si resta immobili e in silenzio) è possibile osservare le marmotte davanti alle loro tane

<< La subordinata ipotetica o condizionale è costituita dalla protasi (la premessa o condizione) e dall'apodosi (la conseguenza verificantesi alla soddisfazione della condizione specificata). 
L'ordine logico delle due parti è PROTASI seguita da APODOSI (separati da una virgola che equivale ad una pausa nel parlare), ma anteporre quest'ultimo alla prima (in questo caso la virgola è assente) ne accentua l'enfatizzazione, o l'attenua se la si pronuncia a voce bassa.
MODI E TEMPI VERBALI
Una subordinata ipotetica esprime 3 significati: certezza, possibilità, impossibilità.
CERTEZZA
protasi: indicativo presente --> apodosi: indicativo presente/futuro
protasi: indicativo futuro --> apodosi. indicativo futuro
POSSIBILITA'
protasi: congiuntivo imperfetto --> apodosi: condizionale presente
IMPOSSIBILITA'
protasi: congiuntivo trapassato --> apodosi: condizionale passato
Esistono dei casi particolari:
1) Nel parlato corrente si è soliti utilizzare l'indicativo imperfetto contemporaneamente nella protasi e nell'apodosi; attenzione a non utilizzare il congiuntivo imperfetto contemporaneamente e nella protasi e nell'apodosi, così come per il condizionale.
2) Ipotetica omessa: come accennato non è possibile avere il condizionale contemporaneamente in protasi e in apodosi, ma a volte capitano frasi del genere:
- "Se mi recherei al castello, la damigella potrebbe sollazzarsene" --> notare che "Se mi recherei" cela una protasi omessa, la frase dunque si potrebbe immaginarsela costruita come segue:
- "Se riuscissi invitto, mi recherei al castello..."
3) Il condizionale di cortesia: - "Potrebbe offrirmi da bere?". Questo è un ulteriore caso di omissis della protasi, infatti la si potrebbe sottintendere come segue:
- "Se non la disturbasse alquanto, potrebbe offrirmi da bere?".
>>